# Specialagent
En specialagent (engelsk: special agent) er typisk en person, der efterforsker eller gennemfører efterretningsmæssige operationer på føderalt eller internationalt niveau, eksempel ved benyttelse af kilder (agents). Specialagenter har som regel magt til at gennemføre anholdelser og udføre efterforskningsskridt i henhold til statens love og inden for de regler og retningslinjer han eller hun er underlagt.
| Militær | Spire Denne artikel om militær er en spire som bør udbygges. Du er velkommen til at hjælpe Wikipedia ved at udvide den. |